# Portraits par Dubuffet
Les  Portraits par Dubuffet sont les éléments d'une série d'environ cinquante portraits d'écrivains, à l'huile, à l'acrylique, à l'huile émulsionnée, au crayon, à l'encre de Chine, gouache, fusain, ou au crayon sur papier, réalisés par Jean Dubuffet entre août 1946 et août 1947 réunis sous le titre Plus beaux qu'ils ne croient. Certains ayant été commencés en 1945 comme le Portrait de Jean Paulhan dont il va faire plus de vingt versions.
Réunis dans le fascicule 3 du catalogue des travaux de Jean Dubuffet, les portraits entrent dans la catégorie des personnages. Mais, alors que les « personnages » sont généralement anonymes et désignés simplement sous le nom de « personnage »,  les portraits portent le nom de leurs modèles : Jean Paulhan, Paul Léautaud et d'autres.

## Contexte
« La série des portraits a pour circonstance les jeudis de madame Florence Gould qui recevait à déjeuner artistes et écrivains. L'un d'eux soupçonne même que le choix des invités a été infléchi par l'arrière pensée d'offrir à Dubuffet ses futures « victimes ». »

La maîtresse de maison pressa le peintre de faire le portrait de Paul Léautaud  qu'il admirait puis d'Henri Michaux. Opposé aux effets d'identification et d'imitation, Jean Dubuffet a pris la chose comme une défi. Il avait pourtant déjà réalisé le Portrait de Jean Paulhan, dessins, encre de chine, 38 × 32 cm, Musée des arts décoratifs de Paris, donation Jean Dubuffet.

## La réalisation
Les portraits que Madame Gould le pressait de faire seront, selon son goût, des non-portraits ou plutôt des effigies. Ils correspondent à la définition que Dubuffet en donne lui-même dans son journal. L'artiste considère qu'un portrait n'a pas besoin d'accuser beaucoup de traits distinctifs de la personne figurée. Il les a traités dans un esprit d'effigie de la personne, sans qu'il soit besoin de pousser très loin l'exactitude des traits. Utilisant même un procédé pour empêcher la ressemblance.

« Ce qui a présidé à l'exécution de ces tableaux, et de tous le différents essais auxquels chacun d'eux a donné lieu, était que le portrait n'a pas besoin d'accuser les traits personnels distinctifs de la peronne figurée. Les nations où prédominent le sens du magique ont traité dans cet esprit l'effigie d'une personne. »

Il ne s'agit pas, pour le peintre, d'un jeu marginal, mais de tentatives de dépersonnalisation. Ceci correspond à son opposition très forte aux traditions de l'art occidental auquel il préfère les sarcophage égyptiens, les statues impériale chinoises, et poupées d'envoûtement entre autres.
En 1947, les portraits ont été exposés à la galerie René Drouin dont Dubuffet a réalisé l'affiche.

## Les Portraits
L'exposition comprenait les portraits de Francis Ponge, Jean Paulhan, Georges Limbour, Paul Léautaud, Jean Fautrier, Henri Michaux, Antonin Artaud, André Dhôtel, Charles-Albert Cingria, Michel Tapié, Joë Bousquet, Henri Calet, Jules Supervielle et bien d'autres dans un style que André Pieyre de Mandiargues a qualifié de « tendresse barbare » Et encore Antonin Artaud, Georges Limbour, René Drouin, René Bertelé . Les affublant parfois de déguisements : Michel Tapié condottiere, Léautaud général d'Empire, Fautrier vieille femme.
La liste des portraiturés est longue. Elle comprend aussi Édith Boissonnas, Pierre Matisse, Charles Ratton. La notice du Metropolitan Museum of Art sur l'un des nombreux Portraits de Jean Paulhan indique le chiffre de 170 portraits en tout, comprenant outre les poètes et les écrivains, des peintres, et pour le seul Jean Paulhan vingt sept portraits (essais compris).
Le Centre national d'art et de culture Georges-Pompidou possède plusieurs exemplaires de ces portraits parmi lesquels : Portrait de Dhôtel, 1947, mine graphite et encre de Chine sur papier, 34,9 × 26,4 cm (donation Daniel Cordier, 1989), Dhôtel nuancé d'abricot, 1947, huile sur toile, 116 × 89 cm (achat 1981),, Portrait de Georges Limbour, 1946, encre de Chine sur papier, 48 × 31 cm (donation Daniel Cordier), Michel Tapié soleil, 1946, graviers, sable, filasse sur isorel, 110,2 × 87,8 cm (achat, exposé à la Fondation Maeght en 1985),, Portrait d'Édith Boissonnas, 1947, fusain, gouache sur papier 48,3 × 31,4 cm.